# Polyandrocarpa colemani
Polyandrocarpa colemani är en sjöpungsart som beskrevs av Kott 1992. Polyandrocarpa colemani ingår i släktet Polyandrocarpa och familjen Styelidae. Inga underarter finns listade i Catalogue of Life.